# Спутник (проект Полисского)
«Спу́тник. Косми́ческая археоло́гия» — инсталляция Николая Полисского из металлического мусора в городе Дюнкерке (Франция). Создана в 2010 году.

## История
В «2009 году на летнем фестивале Архстояние» французские ландшафтные дизайнеры из «Ателье 710» в рамках гранта Европейского союза заложили возле деревни Никола-Ленивец парк «Версаль». По условиям того же гранта французская сторона должна была организовать ответный проект на территории Франции.
Выбор пал на портовый город Дюнкерк, который искал проекты для оздоровления через искусство городской среды. Проект Полисского предшествовал модернизации района и началу активного строительства вокруг порта.
Материалом для проекта послужили большие ржавые бакены, которые стали мусором после того, как их сменили на пластиковые с электроникой на солнечных батареях.
Вместе с Полисским в Дюнкерк приехали участники артели Никола-Ленивецких промыслов Виктор Матковский и Владислав Ключников (участковый, сын егеря Сергея Ключникова). Над проектом также работали участники «Ателье 710», сварщики из местного сообщества компаний, занимающихся металлообработкой и местные «трудные» подростки. На такой «общинности» проекта настояли художники «Ателье 710», увидевшие годом ранее, как осуществляются проекты Николая Полисского и Никола-Ленивецких промыслов в Никола-Ленивце.
Два французских сварщика, Сабир и Бруно, оставили на инсталляции свои подписи — аналогично тому, как они оставляют подписи после сварки судов, если довольны своей работой.
На открытие проекта пришли две пожилые женщины, которые в 1957 году в Дюнкерке наблюдали за пролетающим русским спутником.

## Награды и премии объекта
- 2010 — первая премия выставки-конкурса «Ландшафтная архитектура. Взгляд из дома» в номинации «Арт-объект» (Москва, «Дом на Брестской»).[1]